# 28e cérémonie des Goyas
La 28e cérémonie des Goyas (ou Premios Goya), organisée par l'Academia de las artes y las ciencias cinematográficas de España, a eu lieu le 9 février 2014 au Palais municipal des congrès de Madrid et a récompensé les films sortis en 2013. Elle a été présentée par Manel Fuentes (es).
Les nominations ont été annoncées le 7 janvier 2014.

## Nominations

### Meilleur film
- Vivir es fácil con los ojos cerrados
  - 15 años y un día
  - Caníbal
  - La gran familia española
  - La herida

### Meilleur réalisateur
- David Trueba pour Vivir es fácil con los ojos cerrados
  - Gracia Querejeta  pour 15 años y un día
  - Manuel Martín Cuenca pour Caníbal
  - Daniel Sánchez Arévalo pour La gran familia española

### Meilleur nouveau réalisateur
- Fernando Franco García pour La herida
  - Neus Ballús pour La plaga
  - Jorge Dorado pour Mindscape
  - Rodrigo Sorogoyen pour Stockholm

### Meilleur acteur
- Javier Cámara pour Vivir es fácil con los ojos cerrados
  - Tito Valverde pour 15 años y un día
  - Antonio de la Torre pour Caníbal
  - Eduard Fernández pour Todas las mujeres

### Meilleure actrice
- Marian Álvarez pour La herida
  - Inma Cuesta pour 3 Mariages de trop (3 bodas de más)
  - Aura Garrido pour Stockholm
  - Nora Navas pour Todos queremos lo mejor para ella

### Meilleur acteur dans un second rôle
- Roberto Álamo pour La gran familia española
  - Carlos Bardem pour Alacrán enamorado
  - Juan Diego Botto pour Ismael
  - Antonio de la Torre pour La gran familia española

### Meilleure actrice dans un second rôle
- Terele Pávez pour Les Sorcières de Zugarramurdi (Las brujas de Zugarramurdi)
  - Susi Sánchez pour 10.000 noches en ninguna parte
  - Maribel Verdú pour 15 años y un día
  - Nathalie Poza pour Todas las mujeres

### Meilleur espoir masculin
- Javier Pereira pour Stockholm
  - Berto Romero pour 3 Mariages de trop (3 bodas de más)
  - Hovik Keuchkerian pour Alacrán enamorado
  - Patrick Criado pour La gran familia española

### Meilleur espoir féminin
- Natalia de Molina pour Vivir es fácil con los ojos cerrados
  - Belén López pour 15 años y un día
  - Olimpia Melinte pour Caníbal
  - María Morales pour Todas las mujeres

### Meilleur scénario original
- Vivir es fácil con los ojos cerrados – David Trueba
  - 3 Mariages de trop (3 bodas de más) – Pablo Alén et Breixo Corral
  - La gran familia española – Daniel Sánchez Arévalo
  - La herida – Fernando Franco García et Enric Rufas

### Meilleur scénario adapté
- Todas las mujeres – Alejandro Hernández Díaz et Mariano Barroso
  - Alacrán enamorado – Santiago Zannou et Carlos Bardem
  - Caníbal – Manuel Martín Cuenca et Alejandro Hernández Díaz
  - Zipi y Zape y el club de la canica – Jorge Lara et Francisco Roncal

### Meilleure direction artistique
- Les Sorcières de Zugarramurdi (Las brujas de Zugarramurdi) – Arturo García et José Luis Arrizabalaga
  - Alacrán enamorado – Llorenç Miquel
  - Caníbal – Isabel Viñuales
  - Zipi y Zape y el club de la canica – Juan Pedro de Gaspar

### Meilleurs costumes
- Les Sorcières de Zugarramurdi (Las brujas de Zugarramurdi) – Francisco Delgado López
  - 3 Mariages de trop (3 bodas de más) – Cristina Rodríguez
  - Los amantes pasajeros – Tatiana Hernández
  - Vivir es fácil con los ojos cerrados – Lala Huete

### Meilleurs maquillages et coiffures
- Les Sorcières de Zugarramurdi (Las brujas de Zugarramurdi) – María Dolores Gómez Castro, Javier Hernández Valentín, Pedro Rodríguez "Pedrati" et Francisco J. Rodríguez Frías
  - 3 Mariages de trop (3 bodas de más) – Eli Adánez et Sergio Pérez
  - Grand Piano – Ana López-Puigcerver et Belén López-Puigcerver
  - La gran familia española – Lola López et Itziar Arrieta

### Meilleure photographie
- Caníbal – Pau Esteve Birba
  - 15 años y un día – Juan Carlos Gómez
  - Les Sorcières de Zugarramurdi (Las brujas de Zugarramurdi) – Kiko de la Rica
  - Sombras de Nueva York – Cristina Trenas

### Meilleur montage
- Les Sorcières de Zugarramurdi (Las brujas de Zugarramurdi) – Pablo Blanco
  - 3 Mariages de trop (3 bodas de más) – Alberto de Toro
  - La gran familia española – Nacho Ruiz Capillas
  - La herida – David Pinillos

### Meilleur son
- Les Sorcières de Zugarramurdi (Las brujas de Zugarramurdi) – Charly Schmukler et Nicolás de Poulpiquet
  - Caníbal – Eva Valiño, Nacho Royo-Villanova et Pelayo Gutiérrez
  - La gran familia española – Carlos Faruolo et Jaime Fernándezo
  - La herida – Aitor Berenguer Abasolo, Jaime Fernández et Nacho Arenas

### Meilleurs effets visuels
- Les Sorcières de Zugarramurdi (Las brujas de Zugarramurdi) – Juan Ramón Molina et Ferrán Piquer
  - La gran familia española – Juan Ramón Molina et Juan Ventura Pecellín
  - Los últimos días – Lluís Rivera Jove et Juanma Nogales
  - Zipi y Zape y el club de la canica – Endre Korda et Félix Bergés

### Meilleure direction de production
- Les Sorcières de Zugarramurdi (Las brujas de Zugarramurdi) – Carlos Bernases
  - 3 Mariages de trop (3 bodas de más) – Marta Sánchez de Miguel
  - Les Derniers Jours (Los últimos días) – Josep Amorós
  - Zipi y Zape y el club de la canica – Koldo Zuazua

### Meilleure chanson originale
- Do You Really Want To Be In Love? – La gran familia española
  - Rap 15 años y un día – 15 años y un día
  - Aquí sigo – A Night in Old Mexico
  - De cerca del mar – Alegrías de Cádiz

### Meilleure musique originale
- Vivir es fácil con los ojos cerrados – Pat Metheny
  - A Night in Old Mexico – Emilio Aragón Álvarez
  - La mula – Óscar Navarro
  - Las brujas de Zugarramurdi – Joan Valent (es)

### Meilleur film européen
- Amour de Michael Haneke  France  Autriche
  - La Chasse (Jagten) de Thomas Vinterberg  Danemark
  - La grande bellezza de Paolo Sorrentino  Italie
  - La Vie d'Adèle d'Abdellatif Kechiche  France

### Meilleur film étranger en langue espagnole
- Azul y no tan rosa de Miguel Ferrari
  - Le Médecin de famille (Wakolda) de Lucía Puenzo  Argentine/ France/ Norvège
  - Gloria de Sebastián Lelio  Chili
  - Rêves d'or (La jaula de oro) de Diego Quemada-Díez  Mexique

### Meilleur film d'animation
- Metegol de Juan José Campanella
  - El extraordinario viaje de Lucius Dumb de Maite Ruiz de Austri
  - Hiroku. Defensores de Gaia de Saúl Barreto Ramos et Manuel González Mauricio
  - Justin y la espada del valor de Manuel Sicilia

### Meilleur film documentaire
- Las maestras de la República de Pilar Pérez Solano
  - Con la pata quebrada  de Diego Galán
  - Guadalquivir  de Joaquín Gutiérrez Acha
  - Món Petit (Mundo Pequeño)  de Marcel Barrena

### Meilleur court métrage de fiction
- Abstenerse agencias de Gaizka Urresti
  - De noche y de pronto de Arantxa Echeverraría Carcedo
  - El paraguas de colores de Eduardo Cardoso
  - Lucas d'Alex Montoya Meliá
  - Pipas de Manuela Moreno

### Meilleur court métrage d'animation
- Cuerdas de Pedro Solís García
  - Blue & Malone, detectives imaginarios de Abraham López Guerrero
  - O xigante de Julio Vanzeler et Luis da Matta
  - Vía Tango de Adriana Navarro Álvarez

### Meilleur court métrage documentaire
- Minerita de Raúl de la Fuente
  - El hombre que estaba allí de Daniel Suberviola Garrigosa et Luis Felipe Torrente Sánchez-Guisande
  - La alfombra roja de Iosu López Cía et Manuel Fernández Rodríguez
  - La gran desilusión de Pedro González Kuhn

### Premio Goya d'honneur
- Jaime de Armiñán